# Synagoge (Pušalotas)

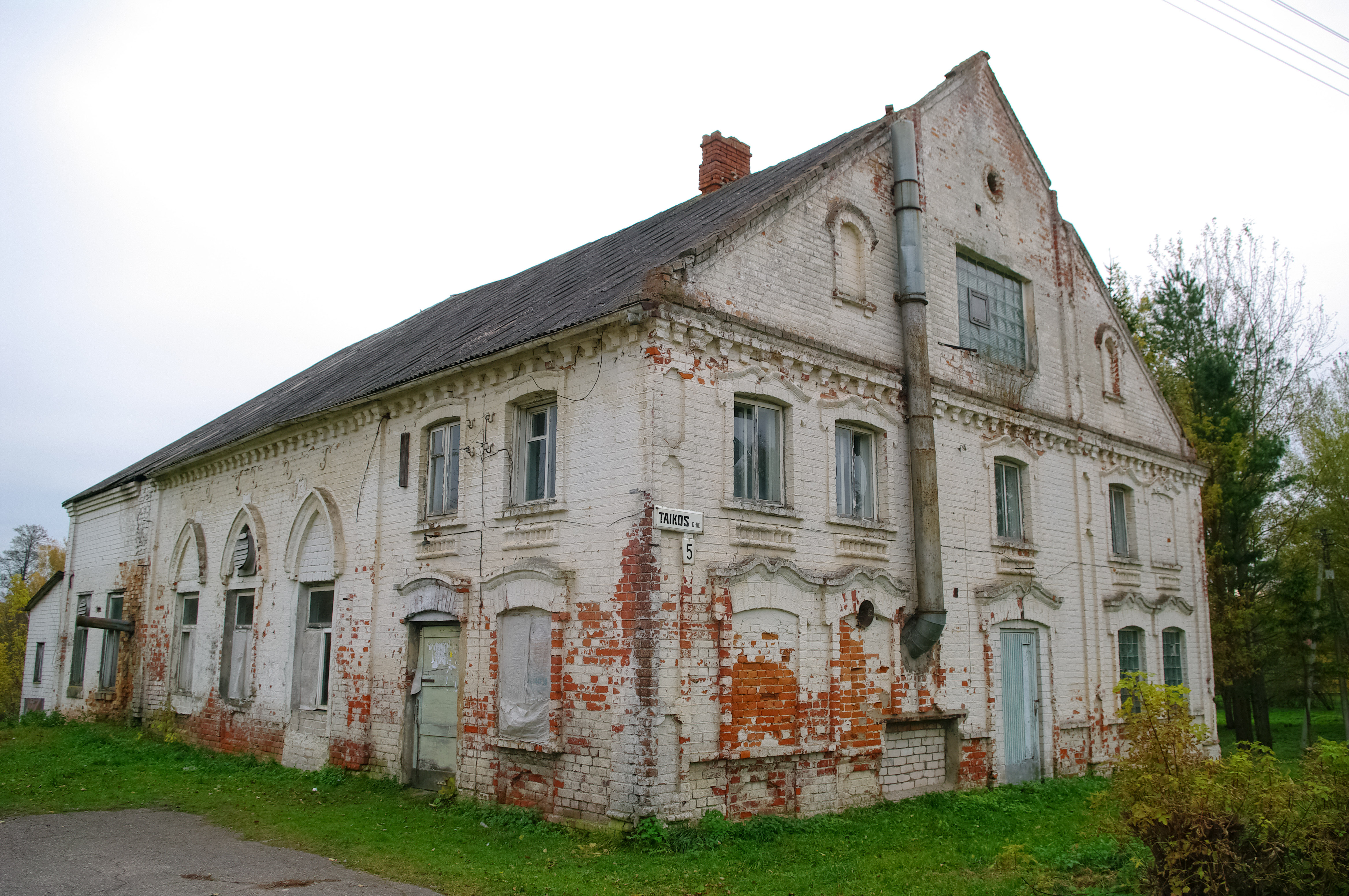
Synagoge in Pušalotas (2011)

Die Synagoge in Pušalotas, einer Stadt in der Rajongemeinde Pasvalys im Norden Litauens, wurde kurz vor dem Ersten Weltkrieg errichtet. Sie wird heute für andere Zwecke genutzt.

## Geschichte
Eine Holzsynagoge in  Pušalotas  wurde bei einem Stadtbrand 1911 zerstört. Die 1913 neu erbaute Synagoge wurde nach der Ermordung der jüdischen Bevölkerung im Holocaust umgebaut. Dazu wurde sie im Osten in einem (fast) passenden Stil verlängert und daran noch ein Gebäude in halber Höhe angebaut.
Sie wurde als Industrieobjekt unter anderem als Molkerei und zur Fleischverarbeitung genutzt. Dazu wurde die Innenausstattung völlig zerstört.
Nach der Unabhängigkeit Litauens wurde sie der kleinen jüdischen Gemeinde zurückgegeben. Mit deren Zustimmung wurde dort eine Mühle untergebracht.
Das litauische Kulturministerium ernannte die Synagoge 2019 zu einem staatlich geschützten Objekt.

## Architektur
Das rechteckige Gebäude aus roten Backsteinen ist weiß getüncht und hat ein Giebeldach. Die Nordseite ist zur Straße hin gewandt. Die innere Raumaufteilung ist von außen gut zu erkennen, Im Westen befinden sich das Vestibül und darüber die Frauenempore. Hier sind auch auf zwei Stockwerken Fenster. Der (größere) östliche Teil beherbergte den Männergebetsraum in voller Höhe. Dieser hatte zur Straßenseite drei hohe Spitzbogenfenster unter spitzen Hauben. Die Bögen sind jetzt zugemauert und die Fenster haben eine rechteckige Form.
An der Westseite sind zwei Fensterreihen, und am Giebel ein (später eingefügtes) großes Fenster. Die Südseite ist einfacher als die Nordseite strukturiert. Die Ostseite ist durch den Anbau verdeckt.
Innen sind weder Bima noch Toraschrein enthalten.